# Arboreto de la Universidad Estatal de Arizona

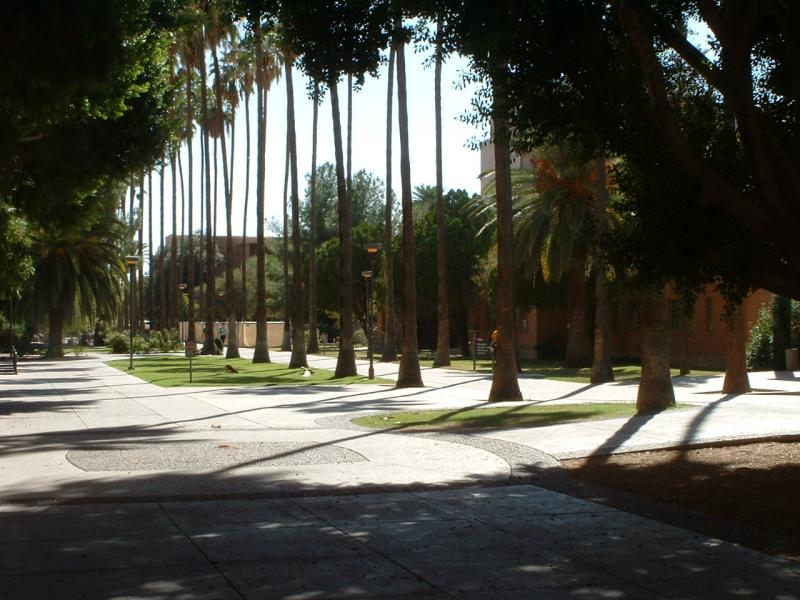
Campus y Arboretum de la Universidad Estatal de Arizona.

El Arboreto de la Universidad Estatal de Arizona es un arboreto en el que los árboles de exhibición se encuentran en las calles y zonas de paseo a través de todo el recinto del campus de la Universidad Estatal de Arizona en Tempe (Arizona). Pertenece como miembro del consorcio de Colecciones de Plantas de América del Norte. 

## Localización
Arboreto de la Universidad Estatal de Arizona, Facilities Management/Department Grounds, Tempe,
Arizona 85287 EE. UU.
- Teléfono: 480 965 8467

Todo el recinto se encuentra abierto libremente al público diariamente, ya que las áreas de la universidad se encuentran integradas en las calles de la ciudad.

## Historia
El arboreto fue reconocido formalmente como tal en 1990. 

## Colecciones
El arboreto alberga más de 300 especies procedentes del Desierto de Sonora y de otras regiones. Contiene una de las mejores colecciones de palmas datileras y de coníferas en la zona del desierto Suroeste, además de una colección de plantas endémicas de la región suroeste de Estados Unidos. Entre sus colecciones se incluyen:
- Coníferas
- Árboles caducifolios
- Árboles de hoja perenne
- Árboles frutales
- Palmas